# 金岗库村晋察冀军区司令部旧址
金岗库村晋察冀军区司令部旧址，位于山西省忻州市五台山风景名胜区金岗库乡金岗库村，已列为全国重点文物保护单位。

## 历史
1937年11月7日，晋察冀军区在五台县石咀普济寺成立，为八路军创建的第一个敌后抗日根据地。1938年3月8日，军区司令部进驻金岗库。4月，在此召开晋察冀边区第一次代表大会。9月，日军调集重兵扫荡根据地，晋察冀军区司令部撤离五台县。

## 建筑
- 晋察冀军区司令部旧址：位于金岗库村山脚，为天津市长张子奇旧居，坐西向东，面积720平方米，分里外两院，分别有瓦房21间和12间。司令部办公室设于里院西房；参谋长唐延杰居室设于东房。司令员兼政委聂荣臻住在西配间楼上。
- 晋察冀边区银行，设于石咀普济寺，地下室仍存，有“晋察冀边区银行”和“1938”等字样。
- 晋察冀边区教育学社，设于海慧庵，墙上仍存当年的标语和漫画。
- 抗日烈士纪念塔：六面锥形，位于台麓寺天王殿东侧，原书“民族英雄革命象征”八字，1979年聂荣臻重新题词“民族英雄永垂不朽，纪念英勇抗战死难烈士。”

晋察冀军区司令部旧址纪念馆，成立于2003年11月7日，在金岗库村晋察冀军区司令部驻地旧址的基础上修建，包括陈列室21间，展厅4个，布展内容包括三部分：《铁血长城》晋察冀军区司令部抗战史迹展、《千秋风流一元戎》聂帅生平展，以及晋察冀根据地五台山地区抗日机关分部模型展。

## 保护
1986年8月18日，晋察冀军区司令部旧址由山西省人民政府公布为第二批山西省文物保护单位。2019年10月7日，金岗库村晋察冀军区司令部旧址由中华人民共和国国务院公布为第八批全国重点文物保护单位，编号8-0531-5-015。